# Auetal
Auetal település Németországban, azon belül Alsó-Szászország tartományban. Lakosainak száma 6217 fő (2023. december 31.). Auetal Stadthagen, Pohle és Apelern községekkel határos.

## Közigazgatás
| rechts | 1. Altenhagen, ide tartozik: Rittergut Wormstal 2. Antendorf, ide tartozik: Gut Nienfeld 3. Bernsen, ide tartozik: Bernser Landwehr és valamint Fahrenplatz részei 4. Borstel, ide tartozik: Borsteler Bruch, Borsteler Feld és Borsteler Hude 5. Escher, ide tartozik: Bültenbrink 6. Hattendorf, ide tartozik: Gut Südhagen 7. Kathrinhagen 8. Klein Holtensen 9. Poggenhagen, ide tartozik:t Gut Oelbergen 10. Raden 11. Rannenberg, ide tartozik: Gut Bodenengern 12. Rehren, ide tartozik: dem Wohnplatz Obersburg 13. Rolfshagen, ide tartozik: Horsthof 14. Schoholtensen, ide tartozik: Sundern és Wierser Landwehr 15. Westerwald 16. Wiersen |

## Népesség
A település népességének változása:
| Lakosok száma | 6381 | 6292 | 6287 | 6250 | 6345 | 6346 | 6217 |
|               | 2014 | 2016 | 2017 | 2019 | 2021 | 2022 | 2023 |